# ردینگتون شورز (فلوریدا)
ردینگتون شورز (به انگلیسی: Redington Shores) شهری در شهرستان پاینلاس ایالت فلوریدا است که در سال ۱۹۵۵ بنیان‌گذاری شده‌است. این شهر طبق سرشماری سال ۲۰۱۰ میلادی، ۲٬۱۲۱ نفر جمعیت داشته و مساحت آن نیز ۳٫۱ کیلومتر مربع است.